# 豊富村 (山梨県)
豊富村（とよとみむら）は、山梨県に存在した村。2006年2月20日、隣接する玉穂町・田富町と合併（新設合併）して市制施行し、中央市となった。

## 地理
県中部、郡西端、甲府盆地の南縁に位置。盆地を流れる笛吹川南岸に広がるやや縦長の帯状村域。北部は平坦な低地で、中央は三珠町北部から中道町にかけて広がる曽根丘陵に属する。南部は御坂山地に属する山地で、浅利川が支流を集めて村域中央を北流し、笛吹川へ注ぐ。

## 歴史
村域には縄文時代からの考古遺跡が分布している。曽根丘陵は甲府盆地において大型古墳が濃密に分布する地域で、村域でも大鳥居にある5世紀後半築造の王塚古墳や木原の三星院古墳など帆立貝形古墳が見られ、小規模ながら盟主墳として古墳群を形成している。
古代の律令制下には八代郡沼尾郷に比定される。平安時代後期には長講寺堂領・青嶋荘に属する浅利郷が成立し、甲斐源氏の一族が拠り浅利氏を称している。戦国時代には甲斐国守護・武田氏家臣の浅利氏がおり、七倉にある伝浅利氏館跡や大鳥居にある菩提寺の大福寺など史跡が残されている。
近世には八代郡中郡筋に属し、5か村が成立する。幕府直轄領から甲府藩領を経て、享保9年（1724年）に甲斐一円の幕領化に伴い再び幕領となり、村域は上飯田代官支配となる。また、延享3年（1746年）に甲斐国内に御三卿領がおかれ、大鳥居村は田安家領となる。
寛政6年（1794年）から4か村は市川代官支配となる。生業はわずかな稲作と丘陵地での雑穀栽培を行い、中道往還の右左口宿での助郷も務める。笛吹や釜無川対岸とは渡船による往来があった。
近代には養蚕が普及し、戦後には果樹栽培や畜産が主になり、商工業へも移行している。

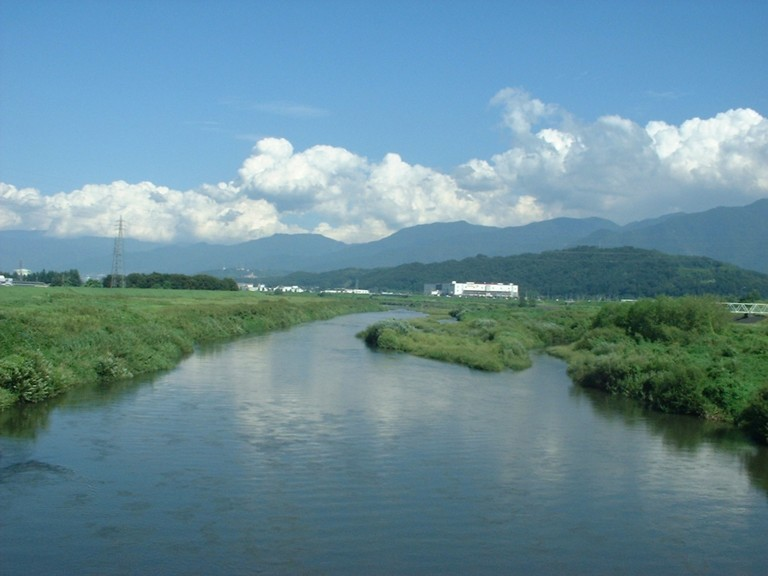
笛吹川

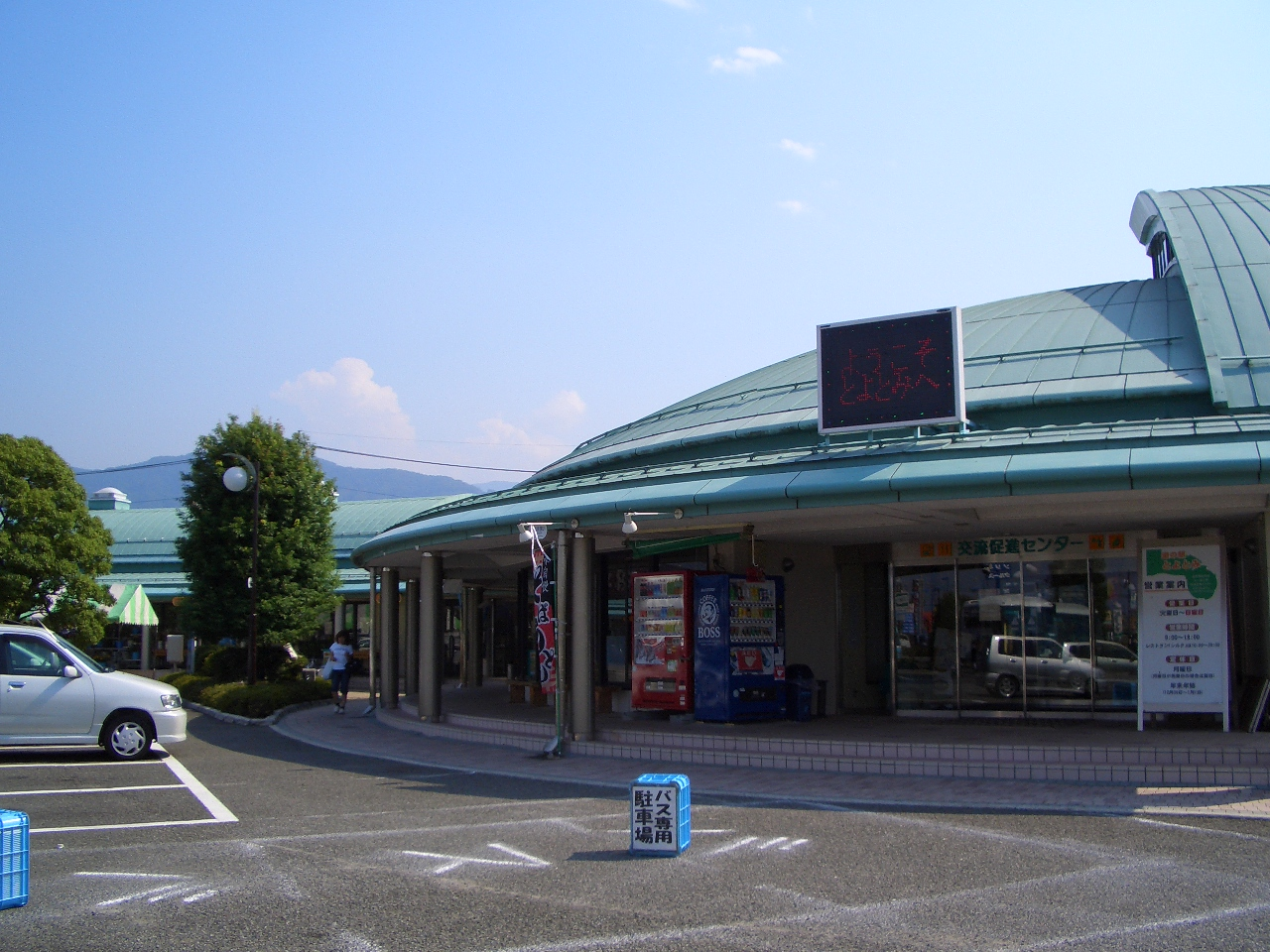
道の駅とよとみ

### 沿革
- 1874年（明治7年）12月7日 - 八代郡浅利村・高部村・上大鳥居村・木原村・関原村・右左口村が合併して豊富村となる。
- 1878年（明治11年）7月22日 - 郡区町村編制法の施行により、豊富村が東八代郡の所属となる。
- 1889年（明治22年）7月1日 - 町村制の施行により、豊富村の一部の区域（大字浅利・高部・上大鳥居・木原・関原）をもって発足。
  - 豊富村の残部（大字右左口）は右左口村（現・甲府市）の一部となる。
- 2006年（平成18年）2月20日 - 中巨摩郡玉穂町・田富町と合併して中央市が発足。同日豊富村廃止。

## 交通

### 道路
一般国道
- 国道140号

県道
- 山梨県道29号甲府玉穂中道線

道の駅
- とよとみ